# Dendrobium prianganense
Dendrobium prianganense är en orkidéart som beskrevs av Jeffrey James Wood och James Boughtwood Comber. Dendrobium prianganense ingår i släktet Dendrobium, och familjen orkidéer. Inga underarter finns listade i Catalogue of Life.